# 가디언스 (영화)
《가디언스》(독일어: Schutzengel)는 2012년 공개된 독일의 범죄 액션 영화이다.

## 출연

### 주연
- 틸 슈바이거
- 루나 슈바이거

### 조연
- 모리츠 블라이브트로이
- 카롤리네 슈허
- 허버트 크노프
- 코스챠 울만
- 한나 헤르츠스프룽
- 라이너 복
- 팀 와일드
- 카타리나 슈틀러
- 악셀 슈타인
- 올리버 코리트키
- 랄프 헤르포스
- 트리스탄 퓨터
- 테레사 하더